# Nikki van de Pas
Nikki van de Pas (28 oktober 1993) is een Nederlands voetbalster die van 2009 tot 2011 speelde voor Willem II in de Eredivisie Vrouwen. Vanaf de zomer van 2011 speelt Van de Pas voor RVVH.

## Carrière
Van de Pas begon op zesjarige leeftijd met voetbal bij sv Triborgh. Ze vertrok daarna naar sc 't Zand om in een meidenteam te gaan voetballen, maar keerde uiteindelijk toch terug naar Triborgh omdat het beter voor haar ontwikkeling was om in een jongenselftal te spelen. Uiteindelijk kwam ze in het eerste elftal van sc 't Zand terecht. Opnieuw in een vrouwenteam. Van daaruit kreeg ze in seizoen 2009/10 de mogelijkheid om stage te lopen bij Willem II. Uiteindelijk debuteerde ze dat jaar ook voor de Tilburgers in de Eredivisie Vrouwen. Ze speelde dat seizoen zeven duels en scoorde eenmaal. In het tweede seizoen kwam ze tot 16 duels en één doelpunt. Hierna vertrok ze naar RVVH, mede door haar studie, maar ook omdat Willem II stopte met vrouwenvoetbal.

## Statistieken
| Seizoen | Club      | Land      | Competitie         | Wed. | Goals |
| ------- | --------- | --------- | ------------------ | ---- | ----- |
| 2009/10 | Willem II | Nederland | Eredivisie         | 7    | 1     |
| 2010/11 | Willem II | Nederland | Vrouwen Eredivisie | 16   | 1     |
| Totaal  | Totaal    | Totaal    | Totaal             | 23   | 2     |

Laatste update 17 mei 2011 16:51 (CEST)